# Projtydy
Projtydy – w mitologii greckiej córki Projtosa i Steneboi: Lizyppe, Ifinoe, Ifianassa.
Projtydy sprzeciwiające się kultowi Dionizosa zostały ukarane przez bogów szaleństwem – krążyły po Peloponezie zarażając swoim obłędem inne kobiety i zmuszając je do mordowania własnych dzieci. Projtydy zostały uzdrowione przez wieszczka Melampusa, który w zamian otrzymał od Projtosa dwie trzecie królestwa dla siebie i swojego brata, Biasa. Melampos otrzymał również rękę Lizyppy, a Bias – Ifianassy. Ostatnia z córek Projtosa, Ifinoe, zmarła.